# Ji Mingyi
Ji Mingyi (chin. upr.: 季铭义; chin. trad.: 季銘義; pinyin: Jì Míngyì; ur. 15 grudnia 1980 w Dalianie) – chiński piłkarz występujący na pozycji obrońcy w drużynie Chengdu Blades.

## Kariera piłkarska

### Klubowa
Ji Mingyi jest wychowankiem Dalian Shide. Wraz z tą drużyną zdobył cztery tytuły mistrza kraju. Od 2008 roku jest piłkarzem Chengdu Blades. W sumie w Chinese Super League wystąpił blisko 300-krotnie.

### Reprezentacyjna
Ji Mingyi od 2003 roku występuje w reprezentacji Chin. Ostatni mecz rozegrał jednak w 2007 roku. Do tego czasu jego licznik występów zatrzymał się na liczbie 20. Był również powołany na Puchar Azji 2007.

## Sukcesy
Dalian Shide
- Chinese Super League: 2000, 2001, 2002, 2005